# Nils-Åke Sandell
Nils-Åke "Kajan" Sandell, född 5 februari 1927 i Lund, död 29 maj 1992 i Sofielund i Malmö, var en svensk fotbollsspelare.
Från början utövade han många olika sporter, till exempel handboll, bandy, bordtennis och fotboll. Men som de flesta blev han tvungen att välja och som 13-åring bestämde han sig bör att satsa på fotboll och bordtennis. Efter en tid tröttnade han på pingisen och satsade istället allt på fotbollen. Eftersom han redan i unga år (13) var en stor talang, fick han börja i juniorlaget. Han fick smeknamnet "Kajan" efter porträttlikhet med Kaj "Kajan" Hjelm i "Vårat gäng".
16 år gammal A-lagsdebuterade han som kantspringare och efter något års spel flyttades han upp till anfallet. Det var den plats han kom att stanna på i flera år. 1946 hade han nöjet att i en omröstning till 'Folkets lag' bli en av Sveriges tre bästa forwards, detta tillsammans med Gunnar Nordahl och 'Prosten' Karlsson.
Nils-Åke Sandell lämnade Lunds BK för spel i det allsvenska laget IS Halmia, men planerna ändrades och istället kom han till IFK Malmö. Efter två år i IFK kom han tillbaka till Lunds BK. Här stannade han bara en säsong för sedan blev han värvad till Malmö FF 1952. Han gick därifrån vidare och efter två år som proffs i Spal kom han åter tillbaka för att avsluta sin karriär med fem SM-guld med Malmö FF.
Sedan spelarkarriären avslutats blev Sandell tränare i Malmö FF. Han ledde IFK Malmö till allsvenskt kval 1983. Sandell är gravsatt i minneslunden på Västra Skrävlinge kyrkogård. 

## Klubbar
- Malmö FF
- Spal
- Malmö FF
- Lunds BK
- IFK Malmö
- Lunds BK